# 卡爾瓦斯
9°16′53″S 77°38′47″W / 9.28139°S 77.64639°W|latd=  9 |latm= 16 |lats= 53 |latNS= S
卡爾瓦斯（西班牙語：Carhuaz），是秘魯的城鎮，位於該國北部安卡什大區，處於桑塔河右岸，是卡爾瓦斯省的首府，距離瓦拉斯省34公里，海拔高度2,688米，2013年人口9,050。